# Bartholomew Clerke
Bartholomew Clerke (* um 1537 in Surrey; † 15. oder 16. März 1590 in Clapham) war ein englischer Jurist, Politiker und Diplomat.

## Familie und Ausbildung
Geboren wurde Clerke als Sohn des Notars John Clerke und dessen Frau Anne Grantoft. Die Familie väterlicherseits stammte aus Livermere in Suffolk. Clerke hatte mindestens einen Bruder. Nach 1575 heiratete er Eleanor Haselrigge, die Witwe eines Thomas Smith. Eleanor brachte mehrere Kinder mit in die Ehe. Daneben hatte das Paar auch zwei eigene Kinder, einen Sohn und eine Tochter. Seine schulische Ausbildung erhielt Clerke am Eton College, wo er zwischen 1550 und 1554 Schüler war. Am 23. August 1554 wurde er am King’s College der Universität Cambridge aufgenommen. Dort erhielt er 1559 den Bachelor of Arts. 1572 wurde er schließlich zum Doktor der Rechte promoviert.

## Beruflicher Werdegang
Nach Abschluss seines Studiums erhielt Clerke um 1563 einen Ruf als Professor für Rhetorik an seiner Alma Mater. Als Professor forschte er nicht nur im Bereich der modernen Sprachen, sondern auch in Rechtswissenschaften. Im Zuge einer Forschungsreise nach Frankreich erhielt er das Angebot in Angers zu unterrichten, was er jedoch ablehnte. Nach dem Tod Roger Aschams schlugen William Cecil und Robert Dudley Clerke für ein Amt am Hof von Elisabeth I. vorgeschlagen. Dieses war jedoch bereits anderweitig vergeben. Mit Hilfe von Thomas Sackville wurde Clerke als Vertreter des Wahlkreises Bramber in das Parlament entsandt. 1571 begleitete er Sackville auf einer Reise nach Frankreich an den Hof von Karl IX. Im Januar 1573 schloss Clerke sich den Doctors’ Commons an und wurde vier Monate später als Nachfolger von Thomas Yale zum Dean of Arches ernannt. Zunächst sollte die Ernennung auf Geheiß der Königin rückgängig gemacht werden, da sie Clerke für zu jung hielt. Nachdem er sich hiergegen vehement wehrte und argumentierte, dass es noch jüngere Personen in diesem Amt gegeben habe, durfte er den Posten behalten. Clerke unternahm mehrere diplomatische Missionen im Auftrag der Königin. So reiste er im Dezember 1585 nach Flandern und im April 1587 befand er sich in Den Haag um einen Friedensvertrag mit Spanien auszuhandeln.
Nachdem er sich aus dem Berufsleben zurückgezogen hatte, kaufte Clerke ein Haus im heutigen Londoner Stadtteil Clapham.

## Werk
Nach seiner Rückkehr aus Frankreich im Jahr 1571 arbeitete Clerke an einer lateinischen Übersetzung von Baldassare Castigliones Il Libro del Cortegiano. Nach ihrer Erstveröffentlichung im Jahr 1572 unter dem Titel Balthasaris Castilionis Comitis De Curiali siue Aulicofand sie in englischen Adelskreisen derart reisenden Absatz, dass zwischen 1577 und 1585 drei weitere Auflagen erschienen. Die Übersetzung war mit einführenden Anmerkungen von Edward de Vere, John Caius und Sackville.

## Hinterlassenschaften
Bei seinem Tod besaß Clerke mehrere Grundstücke und Immobilien. Das Anwesen in Clapham, sowie mehrere Grundstücke in Grantchester und Vauxhall hinterließ er seinem Sohn, wobei seine Frau ein lebenslanges Nutzungsrecht hatte. Daneben hinterließ er eine beträchtliche Menge an Schmuck und spendete eine Kapelle in Clapham. Während die Kapelle selbst nicht mehr besteht, werden die Einrichtungsgegenstände bis heute in der St Paul’s Cathedral verwahrt.